# Chypre aux Jeux olympiques d'hiver de 2010
Cet article contient des informations sur la participation et les résultats de Chypre aux Jeux olympiques d'hiver de 2010 à Vancouver au Canada. Chypre était représenté par deux athlètes, qui participent tous deux au ski alpin.

## Cérémonies d'ouverture et de clôture

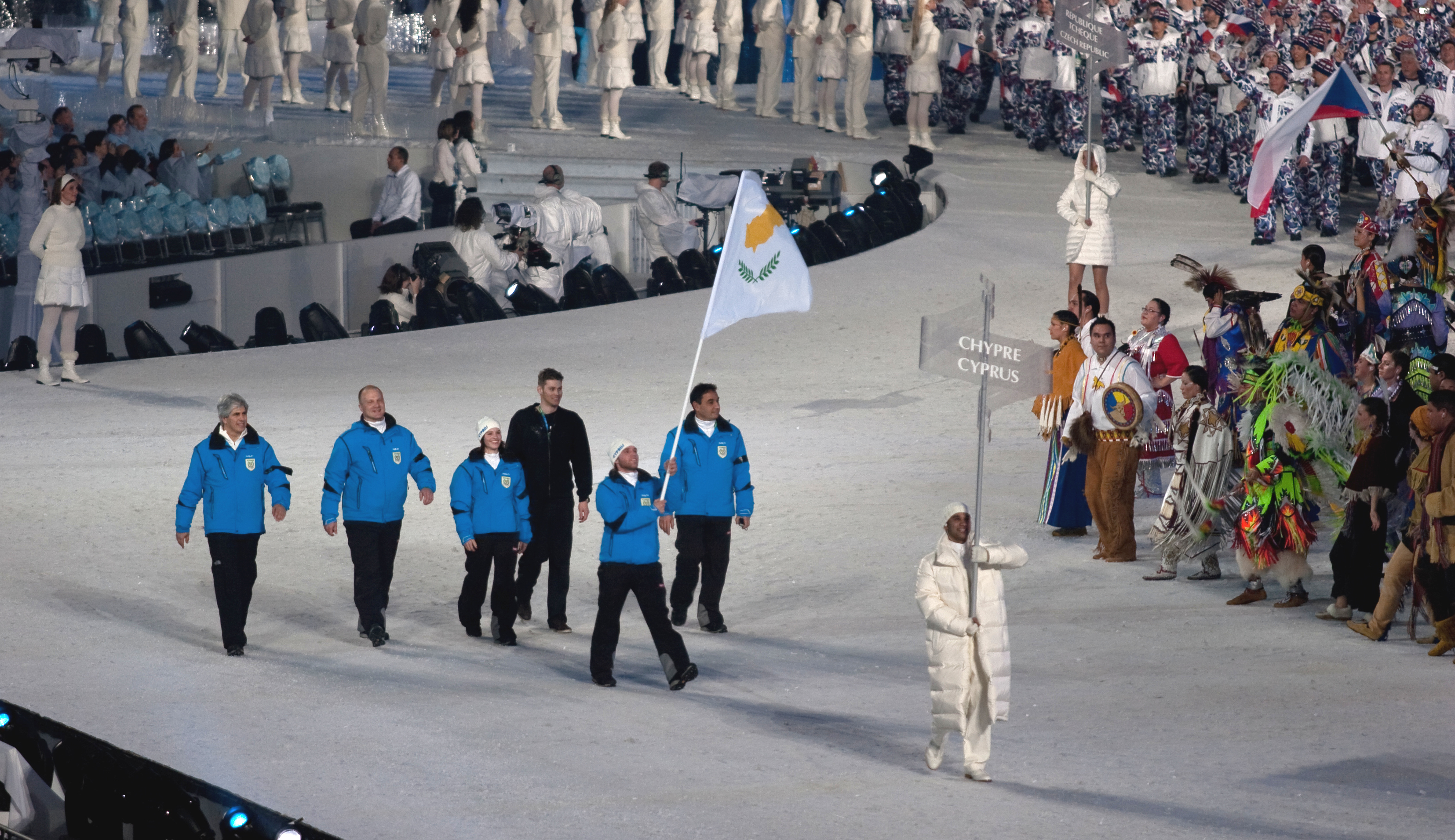
Entrée de la délégation chypriote lors de la cérémonie d'ouverture.

Comme cela est de coutume, la Grèce, berceau des Jeux olympiques, ouvre le défilé des nations, tandis que le Canada, en tant que pays organisateur, ferme la marche. Les autres pays défilent par ordre alphabétique. Chypre est la 21e des 82 délégations à entrer dans le BC Place Stadium de Vancouver au cours du défilé des nations durant la cérémonie d'ouverture, après la Colombie et avant la République tchèque. Cette cérémonie est dédiée au lugeur géorgien Nodar Kumaritashvili, mort la veille après une sortie de piste durant un entraînement. Le porte-drapeau du pays est le skieur alpin Christopher Papamichalopoulos.
Lors de la cérémonie de clôture qui se déroule également au BC Place Stadium, les porte-drapeaux des différentes délégations entrent ensemble dans le stade olympique et forment un cercle autour du chaudron abritant la flamme olympique. Le drapeau chypriote est alors porté par une autre skieuse alpine, Sophia Papamichalopoulou.

## Athlètes
| Athlète                       | Épreuve   | Date de naissance | Club                   |
| ----------------------------- | --------- | ----------------- | ---------------------- |
| Christopher Papamichalopoulos | Ski alpin | 5 avril 1988      | Club de ski de Nicosie |
| Sophia Papamichalopoulou      | Ski alpin | 5 avril 1990      | Club de ski de Nicosie |

## Diffusion des Jeux à Chypre
Les Chypriotes peuvent suivre les épreuves olympiques en regardant les chaînes RIK 1 et RIK 2, de la Société de radiodiffusion de Chypre (RIK), ainsi que sur le câble et le satellite sur Eurosport. Eurosport et Eurovision permettent d'assurer la couverture médiatique chypriote sur Internet.